# Lucas Maronnier
Lucas Maronnier, né le 9 mars 2000 à Meaux, est un footballeur français qui évolue au poste d'arrière droit à l'ESTAC Troyes.

## Biographie

### Débuts et formation
Lucas Maronnier, né le 9 mars 2000 à Meaux, commence le football en France avec l'USF Trilport, puis avec le CS Meaux, et au Paris Saint-Germain. En 2018, il s'engage avec les U19 de l'EA Guingamp. En 2019, il intègre l'équipe réserve du club Breton ou il effectue un total de 56 matchs pour 1 but durant 6 saisons en National 2 et en National 3.   

### EA Guingamp
Le 18 juillet 2023, Lucas Maronnier signe son premier contrat professionnel avec l'EA Guingamp, il paraphe un contrat allant jusqu'en 2025.
Il fait ses débuts pour son club formateur, le 18 novembre 2023, remplaçant Ayman Ben Mohamed, lors du 7e tour de la Coupe de France contre l'US Saint-Malo (match nul 2-2, victoire au t.a.b 6-4).
Le 16 aout 2024, lors de la 1ere journée de Ligue 2 contre l'ESTAC Troyes, Maronnier inscrit son premier but avec l'EA Guingamp (victoire 4-0).

### ESTAC Troyes
Le 22 juin 2025, Lucas Maronnier s'engage librement avec l'ESTAC Troyes, il paraphe un contrat allant jusqu'en 2027.
Il fait ses débuts pour l'ESTAC Troyes, le 9 août 2025, lors de la 1ère journée de Ligue 2 contre le Grenoble Foot 38 (victoire 2-1).